# ماريا موزيجوك
ماريا اوليجفنا موزيجوك (بالانكليزية:Mariya Olegivna Muzychuk, بالاوكرانية: Марія Олегівна Музичук): لاعبة شطرنج أوكرانية وبطلعة العالم بالشطرنج للنساء حاليا. ماريا من مواليد 21 سبتمبر 1992.
فازت ماريا ببطولة أوروبا للشطرنج لدون العشر سنوات سنة 2002 التي أقيمت في بنيسكولا في اسبانية، كما صنفت كخامس أعلى تقدير للنساء دون العشرين سنة في العالم وذلك في نوفمبر 2010.

## سيرتها
بدأت ماريا تعلمها للشطرنج في سن الثانية من قبل أبويها وعندما بلغت الثلاث سنوات كانت تعرف كل قطع الشطرنج وفي عمر السادسة شاركت في أول بطولة للشطرنج لها. وفي عمر العاشرة فازت ماريا ببطولة الشطرنج النشوية لدون لعشر سنوات وذلك سنة 2002 في بنسكولا في إسبانيا. وفي نوفمبر سنة 2010 صنفت في المرتبة الخامسة عالميا كأعلى تصنيف فيدا للفتيات دون العشرين سنة. وصلت إلى المرتبة السادسة عشرة عالميا في بطولة العالم للشطرنج النسوية سنة 2010 الا أنها خسرت مع (درونوفالي هاريكا) بمباراة فاصلة بعد تعادل في مباراة عادية. فازت ببطولة أوكرانيا في الشطرنج للنساء سنة 2012 و2013، وفي سنة 2014 فازت بأفضل جائزة في منافسات جبل طارق للأساتدة وحصلت أيضا على لقب (أستاذ كبير).
أصبحت ماريا بطلة العالم بفوزها في بطولة العالم للشطرنج النسوية سنة 2015. في الجولة الأولى تعادلت مع يوانلنك يوان في المباراة التقليدية، ومن ثم هزمتها وتمكنت من كسر التعادل. وفي الجولة الثانية تعادلت مع (مونيكا سوكو) في المباراة التقليدية ثم هزمتها وتمكنت من كسر التعادل. وفي الجولة الثالثة هزمت بطلة العالم السابقة (أنتوانيتا ستيفانوفا) في الألعاب التقليدية مسجلة (½–1½) وفي الجولة ربع النهائية تغلبت على المصنفة الأولى (هومبي كونيرو) في جولة كسر التعادلات (1½–2½)، ثم هزمت (درونوفالي هاريكا) في شبه النهائي جولة كسر التعادلات (2½–3½). وفي جولة النهائي هزمت ناتاليا بوكونينا (1½–2½). ونتيجة لانتصاراتها منحت لقب (أستاذ كبير) وتأهلت إلى بطولة العالم للشطرنج النسوية سنة 2015 المقامة في باكو في أذربيجان. وفي سنة 2015 منحت وسام الاستحقاق من الدرجة الثالثة من قبل الرئيس الأوكراني بترو بوروشنكو. ومن المتوقع أن تدافع ماريا عن لقبها ضد منافستها هو إيفان في بطولة العالم للشطرنج النسوية سنة 2016.

## طريقة اللعب
في الافتتاحيات تلعب ماريا الدفاع الصقلي سواء كانت بالقطع البيضاء أو السوداء ثم تتبعه بالدفاع الفرنسي بالأبيض والهولندي بالأسود. ماريا تمتلك القابلية على ابتداع طرق وتكتيكات غير متوقعة تكافئ وتصحح عيوبها في بعض الأوضاع الحرجة، ففي مباراتها ضد (ناتاليا بوكونينا) كانت تلقب بملكة جمال التكتيكات من قبل وسائل الاعلام.

## حياتها الخاصة

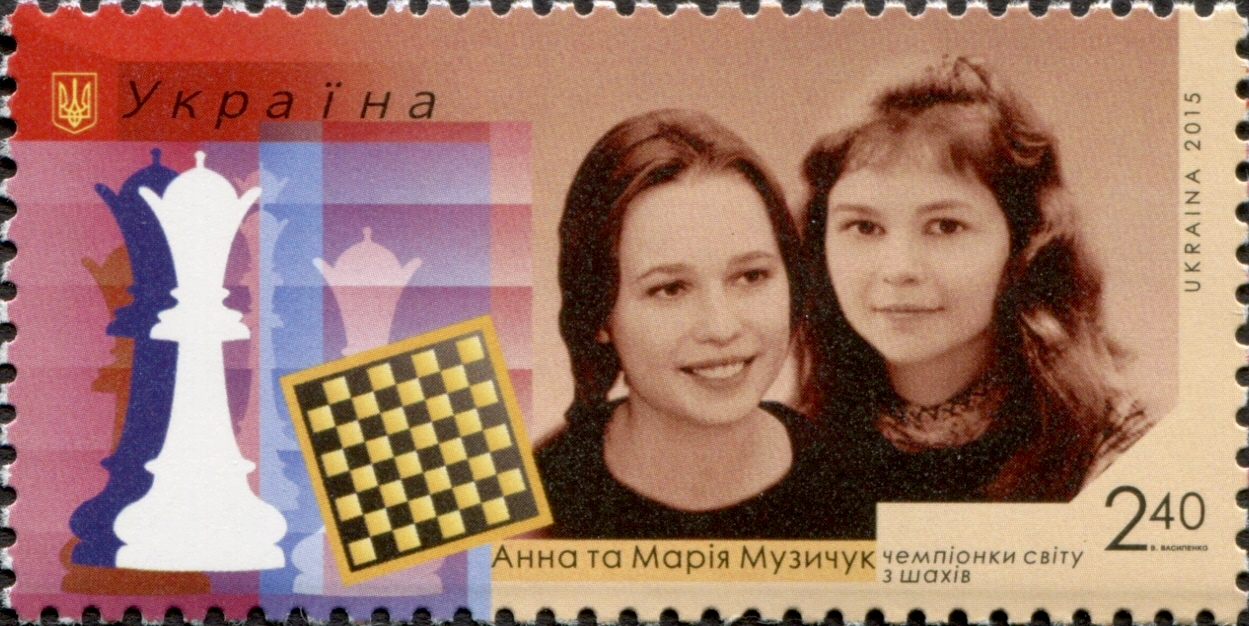

لها اخت تدعى آنا موزيجوك هي أيضا لاعبة شطرنج. وبعيدا عن الشطرنج كلتا الاختين تلعبان كرة المنضدة. وقد صدر طابع بريدي يحمل صورتيهما تخليدا لمنجزاتها.

## روابط خارجية
- ماريا موزيجوك على موقع الاتحاد الدولي للشطرنج (الإنجليزية)
- ماريا موزيجوك على موقع مباريات الشطرنج (الإنجليزية)
- ماريا موزيجوك على موقع 365Chess.com (الإنجليزية)
- ماريا موزيجوك على موقع Chesstempo.com (الإنجليزية)
- ماريا موزيجوك على موقع الاتحاد الأمريكي للشطرنج (الإنجليزية)
- ماريا موزيجوك سجل أولمبياد الشطرنج للسيدات على موقع OlimpBase.org (الإنجليزية)